# خطای حسی
خطای حسی یا خطای ادراکی (به انگلیسی: Illusion) نوعی تحریف حواس است و نشان می‌دهد که چگونه ذهن به‌طور معمول تحریکات حسی را سازماندهی و تفسیر می‌کند. اگرچه این خطاها، ادراک انسان از واقعیت را مخدوش می‌کند، اما عموماً اکثر مردم دچار این خطاها می‌شوند.

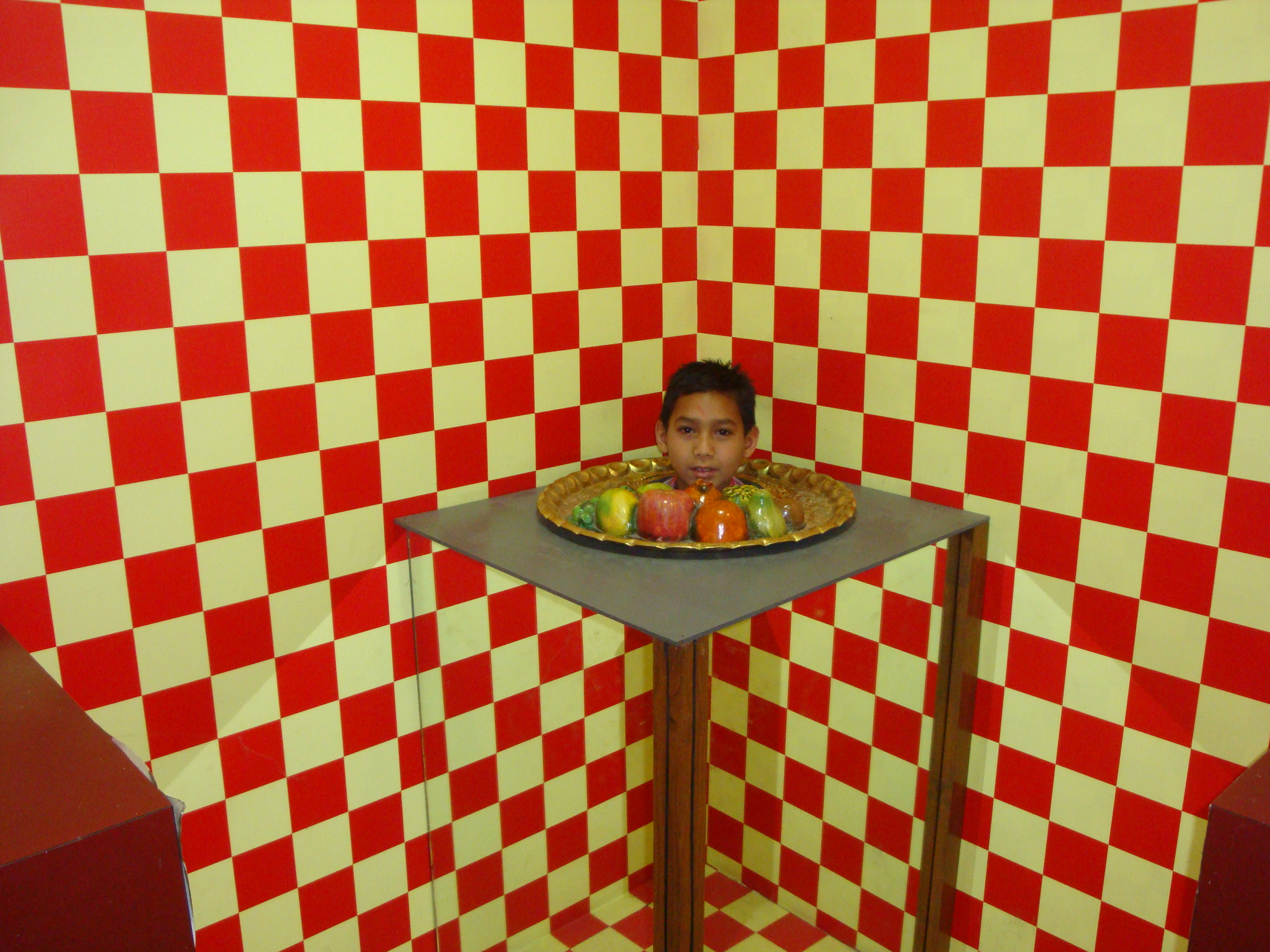
«کلهٔ بر روی بشقاب» در بوپال (هند)؛ آنچه را که در بالا می‌بینید یک توهم است چراکه با آیینه‌هایی که بدن پسر را پوشیده‌اند آنچه را که می‌بینید توسط مغز تحریف می‌شود.

خطاهای حسی ممکن است با هر یک از حواس انسان رخ دهد، اما خطای دید (خطای نوری) شناخته شده‌ترین و قابل درک‌ترین این نوع خطاها به‌شمار می‌روند. اهمیت خطای بصری به این دلیل است که بینایی غالباً بر حواس دیگر تسلط دارد.